# South Brother Island
South Brother Island ist eine kleine unbewohnte Insel auf dem Stadtgebiet von New York.

## Geografische Lage
Die Insel befindet sich im East River, zwischen der Bronx und Rikers Island. Unmittelbar nördlich davon liegt die etwas größere Insel North Brother Island. Beide Inseln haben zusammen eine Fläche von 81.423 Quadratmetern (8,14 Hektar). Davon entfallen 2,8 Hektar auf South Brother Island und rund 5,3 Hektar auf North Brother Island.

## Geschichte
North und South Brother  Island wurden 1614 von dem niederländischen Seefahrer Adriaen Block, der zwischen 1611 und 1614 die Atlantikküste kartographierte, entdeckt. Er nannte die beiden Inseln "de Gesellen", was aus dem Niederländischen übersetzt so viel heißt wie "die Wanderer", "die Gesellen" oder "Brüder". Beide Inseln wurden somit Besitz der Niederländischen Westindien-Kompanie.
Ende des 17. Jahrhunderts kamen die Inseln in Besitz der Briten, die das Gebiet besetzten. Im Jahr 1695 übertrug die britische Regierung beide Inseln an James Graham, dem ersten Protokollführer der Stadt New York, der sie jedoch auf Grund der Strömungen in diesem Gebiet nicht erschloss.
Jacob Ruppert, ein Brauereibesitzer und der spätere Besitzer der New York Yankees hatte seine Sommerresidenz auf der Insel, die jedoch 1909 abbrannte. Seit dieser Zeit hat niemand mehr auf der Insel gelebt; zusammen mit der benachbarten North Brother Island ist sie als Naturschutzgebiet ausgewiesen. 
Die Insel gehörte Ruppert bis Ende der 1930er Jahre. 1944 wurde sie von John Gerosa gekauft, der sie als Sommerunterkunft für die Angestellten seiner Dachdeckerfirma, der Metropolitan Roofing Supply Company, nutzen wollte. Dieses Vorhaben wurde jedoch niemals umgesetzt. 1975 verkaufte die Stadt New York City die Insel zum Preis von 10 Dollar an die Investmentfirma Hampton Scows Inc. Hampton Scows bezahlte zwar Grundsteuern, nutzte die Insel aber nicht.
Um sie als Naturschutzgebiet nutzen zu können, kaufte der Public Land Trust die Insel im November 2007 mit der Unterstützung verschiedener Organisationen und öffentlicher Mittel zum Preis von 2 Millionen Dollar und spendete sie dann der Stadt New York, die sie der Städtischen Parkverwaltung unterstellte.

## Fauna

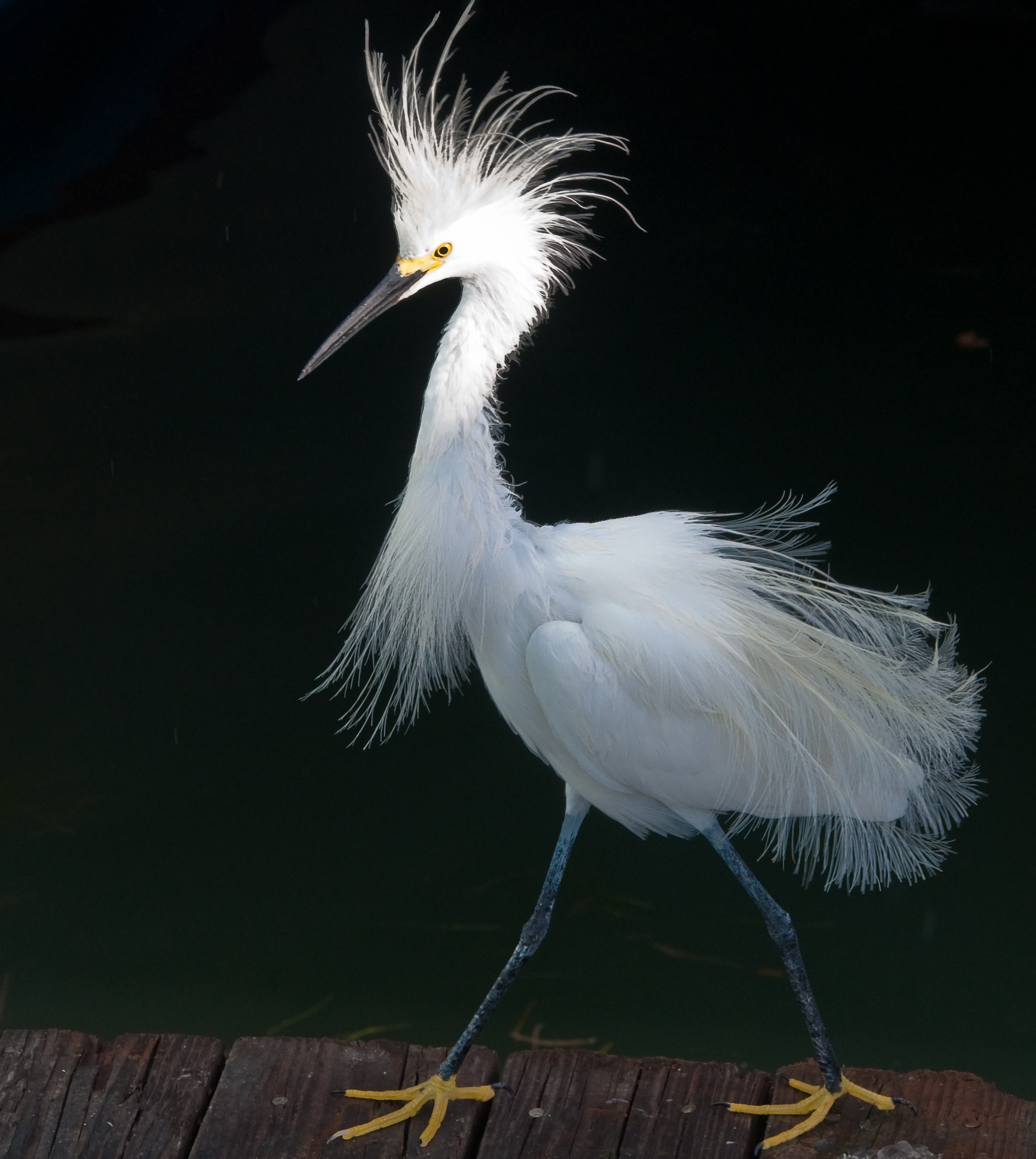
Schmuckreiher. Diese Reiherart brütet unter anderem auf South Brother Island.

Die dichte Bewaldung von South Brother Island zieht verschiedene Reiher- und Kormoranarten zum Nisten an, darunter den Nachtreiher, den Silberreiher, den Schmuckreiher und die Ohrenscharbe.